# کالینا ماوا
کالینا ماوا (به لهستانی:  Kalina Mała) یک روستا در لهستان است که در Gmina Miechów واقع شده‌است.
 کالینا ماوا  ۳۴۰ نفر جمعیت دارد.